# Adelbert von Keller
Adelbert von Keller (Pleidelsheim, 5 luglio 1812 – Tubinga, 13 marzo 1883) è stato un filologo e bibliotecario tedesco.

## Biografia
Nacque a Pleidelsheim e studiò all'Università di Tubinga, dove, dopo gli studi a Parigi, divenne privatdozent e assistente bibliotecario (1835). Dopo i viaggi in Italia e la ricerca nelle biblioteche italiane, fu professore e bibliotecario a Tubinga fino al 1850, quando divenne presidente della Litterarische Verein. 

## Opere
- Li Romans des sept sages (1836)
- Altfranzösische Sagen (1876)
- Edizione completa di Cervantes (1838–42)
- Romancero del Cid (1840)
- Zwei Fabliaux (1840)
- Diokletians Leben (1841)
- Li romans don chevalier au leon (1841)
- Gesta Romanorum (1842)
- Traduzione di Shakespeare, con Moriz Rapp (1843–46)
- Rómvart (1844)
- Altdeutsche Gedichte (1846)
- Alte gute Schwänke (1846)
- Lieder Heinrichs von Württemberg (1849)
- Lieder Guillems von Burgenden (1849)
- Meister Altwerts Werke (1850)
- Italienischer Novellenschatz (1851–52)
- Fastnachtsspiele aus dem fünfzehnten Jahrhundert (1853–58)
- Ayrers Dramen (1864–65)
- Das deutsche Heldenbuch (1867)
- Hans Sachs (1870–81)
- Augustin Tüngers Facetiae (1875)
- Uhland als Dramatiker, mit Benutzung seines handscrhriftlichen Nachlasses dargestellt (1877)
- Das Nibelungenlied nach der Piaristenhandschrift (1880)
- Verzeichnis altdeutscher Handschriften (edizione di Eduard Sievers, 1890)